# Marcel Fässler (autóversenyző)
Marcel Fässler (Einsiedeln, 1976. május 27. –) svájci autóversenyző.  

## Pályafutása
1985 és 1995 között gokart-versenyeken vett részt. A 90-es évek második felében különböző formulaautós versenyeken állt rajthoz.
2000 és 2005 között a Német túraautó-bajnokságban versenyzett. Ez időszak alatt három futamgyőzelmet szerzett, és a 2003-as szezont Bernd Schneider és Christijan Albers mögött az összetett harmadik helyen zárta.
2001-ben ő vezette a biztonsági autót a Formula–1-es kanadai nagydíjon. Marcel a sérült Bernd Mayländert helyettesítette.
2007-ben ő képviselte Svájc alakulatát az A1 Grand Prix mexikói futamain.
2006-tól vesz részt a Le Mans sorozat futamain. 2009-ben honfitársával, Joël Camathias-al közösen megnyerte az International GT Open sorozatot.

## Eredményei

### Le Mans-i 24 órás autóverseny
| Év   | Csapat                | Csapattárs                          | Autó                    | Kategória | Kör | Összetett Helyezés | Kategória Helyezés |
| ---- | --------------------- | ----------------------------------- | ----------------------- | --------- | --- | ------------------ | ------------------ |
| 2006 | Swiss Spirit          | Harold Primat Philipp Peter         | Courage LC70-Judd       | LMP1      | 132 | Kiesett            | Kiesett            |
| 2007 | Swiss Spirit          | Jean-Denis Délétraz Iradj Alexander | Lola B07/18-Audi        | LMP1      | 62  | Kiesett            | Kiesett            |
| 2008 | Team Oreca-Matmut     | Olivier Panis Simon Pagenaud        | Courage-Oreca LC70-Judd | LMP1      | 147 | Kiesett            | Kiesett            |
| 2009 | Corvette Racing       | Oliver Gavin Olivier Beretta        | Chevrolet Corvette C6.R | GT1       | 311 | Kiesett            | Kiesett            |
| 2010 | Audi Sport Team Joest | André Lotterer Benoît Tréluyer      | Audi R15 TDI plus       | LMP1      | 396 | 2.                 | 2.                 |
| 2011 | Audi Sport Team Joest | André Lotterer Benoît Tréluyer      | Audi R18 TDI            | LMP1      | 355 | 1.                 | 1.                 |
| 2012 | Audi Sport Team Joest | André Lotterer Benoît Tréluyer      | Audi R18 e-tron quattro | LMP1      | 378 | 1.                 | 1.                 |
| 2013 | Audi Sport Team Joest | André Lotterer Benoît Tréluyer      | Audi R18 e-tron quattro | LMP1      | 338 | 5.                 | 5.                 |
| 2014 | Audi Sport Team Joest | André Lotterer Benoît Tréluyer      | Audi R18 e-tron quattro | LMP1-H    | 379 | 1.                 | 1.                 |
| 2015 | Audi Sport Team Joest | André Lotterer Benoît Tréluyer      | Audi R18 e-tron quattro | LMP1      | 393 | 3.                 | 3.                 |
| 2016 | Audi Sport Team Joest | André Lotterer Benoît Tréluyer      | Audi R18                | LMP1      | 367 | 4.                 | 4.                 |
| 2017 | Corvette Racing - GM  | Tommy Milner Oliver Gavin           | Chevrolet Corvette C7.R | GTE Pro   | 335 | 24.                | 8.                 |
| 2018 | Corvette Racing - GM  | Tommy Milner Oliver Gavin           | Chevrolet Corvette C7.R | GTE Pro   | 259 | Kiesett            | Kiesett            |
| 2019 | Corvette Racing       | Tommy Milner Oliver Gavin           | Chevrolet Corvette C7.R | GTE Pro   | 82  | Kiesett            | Kiesett            |

### Teljes FIA World Endurance Championship eredménysorozata
| Év   | Csapat                | Kategória | Autó                    | Motor                                   | 1      | 2     | 3     | 4     | 5     | 6      | 7      | 8     | 9     | Helyezés | Pont   |
| ---- | --------------------- | --------- | ----------------------- | --------------------------------------- | ------ | ----- | ----- | ----- | ----- | ------ | ------ | ----- | ----- | -------- | ------ |
| 2012 | Audi Sport Team Joest | LMP1      | Audi R18 e-tron quattro | Audi TDI 3.7L Turbo V6 (Hybrid Diesel)  | SEB 11 | SPA 2 | LMS 1 | SIL 1 | SÃO 2 | BHR 1  | FUJ 2  | SHA 3 |       | 1.       | 172.5  |
| 2013 | Audi Sport Team Joest | LMP1      | Audi R18 e-tron quattro | Audi TDI 3.7L Turbo V6 (Hybrid Diesel)  | SIL 2  | SPA 1 | LMS 5 | SÃO 1 | COA 3 | FUJ 14 | SHA 1  | BHR 2 |       | 2.       | 149.25 |
| 2014 | Audi Sport Team Joest | LMP1      | Audi R18 e-tron quattro | Audi TDI 4.0 L Turbo V6 (Hybrid Diesel) | SIL Ki | SPA 5 | LMS 1 | COA 1 | FUJ 6 | SHA 4  | BHR 4  | SÃO 5 |       | 2.       | 127    |
| 2015 | Audi Sport Team Joest | LMP1      | Audi R18 e-tron quattro | Audi TDI 4.0 L Turbo V6 (Hybrid Diesel) | SIL 1  | SPA 1 | LMS 3 | NÜR 3 | COA 2 | FUJ 3  | SHA 3  | BHR 2 |       | 2.       | 161    |
| 2016 | Audi Sport Team Joest | LMP1      | Audi R18                | Audi TDI 4.0 L Turbo Diesel V6(Hybrid)  | SIL EX | SPA 5 | LMS 4 | NÜR 3 | MEX 2 | COA 6  | FUJ Ki | SHA 6 | BHR 2 | 5.       | 104    |

## Külső hivatkozások
- Hivatalos honlapja